# بخش تیفین (شهرستان آدامز، اوهایو)
بخش تیفین (به انگلیسی: Tiffin Township) یک منطقهٔ مسکونی در ایالات متحده آمریکا است که در شهرستان آدامز، اوهایو واقع شده‌است.
 بخش تیفین ۱۳۲٫۸ کیلومتر مربع مساحت و ۵٬۵۶۰ نفر جمعیت دارد و ۲۵۵ متر بالاتر از سطح دریا واقع شده‌است.